# Haleon
 (août 2023).
Haleon plc est une société multinationale britannique de soins de santé grand public dont le siège est à Weybridge, en Angleterre. Il s'agit de l'une des plus grandes entreprises de soins de santé grand public au monde, avec des marques telles que le dentifrice Sensodyne, les analgésiques Panadol et Advil, les vitamines Centrum, ou encore les anti-inflammatoires Voltaren,. La société est un leader mondial des médicaments en vente libre avec une part de marché de 7,3 %.
Haleon est créée le 18 juillet 2022 en tant que société dérivée de GSK. Pour son entrée à la bourse de Londres ce jour-là, la valorisation de la société s'élève à 35 milliards d'euros.
David Lewis est président et Brian McNamara PDG. Haleon est cotée à la Bourse de Londres et fait partie du FTSE 100, avec une cotation secondaire à la Bourse de New York. Les ventes annuelles s'élèvent à environ 10 milliards de livres sterling sur 120 marchés en 2020.

## Propriétaires
En 2022, Pfizer détient 32 % d'Haleon, tandis que GSK conserve une participation de 13 %.